# 包头路31号近代建筑
36°4′57.3″N 120°19′16″E / 36.082583°N 120.32111°E
包头路31号近代建筑位于中国山东省青岛市市南区包头路31号，建于德占时期，现为市北区不可移动文物。

## 历史

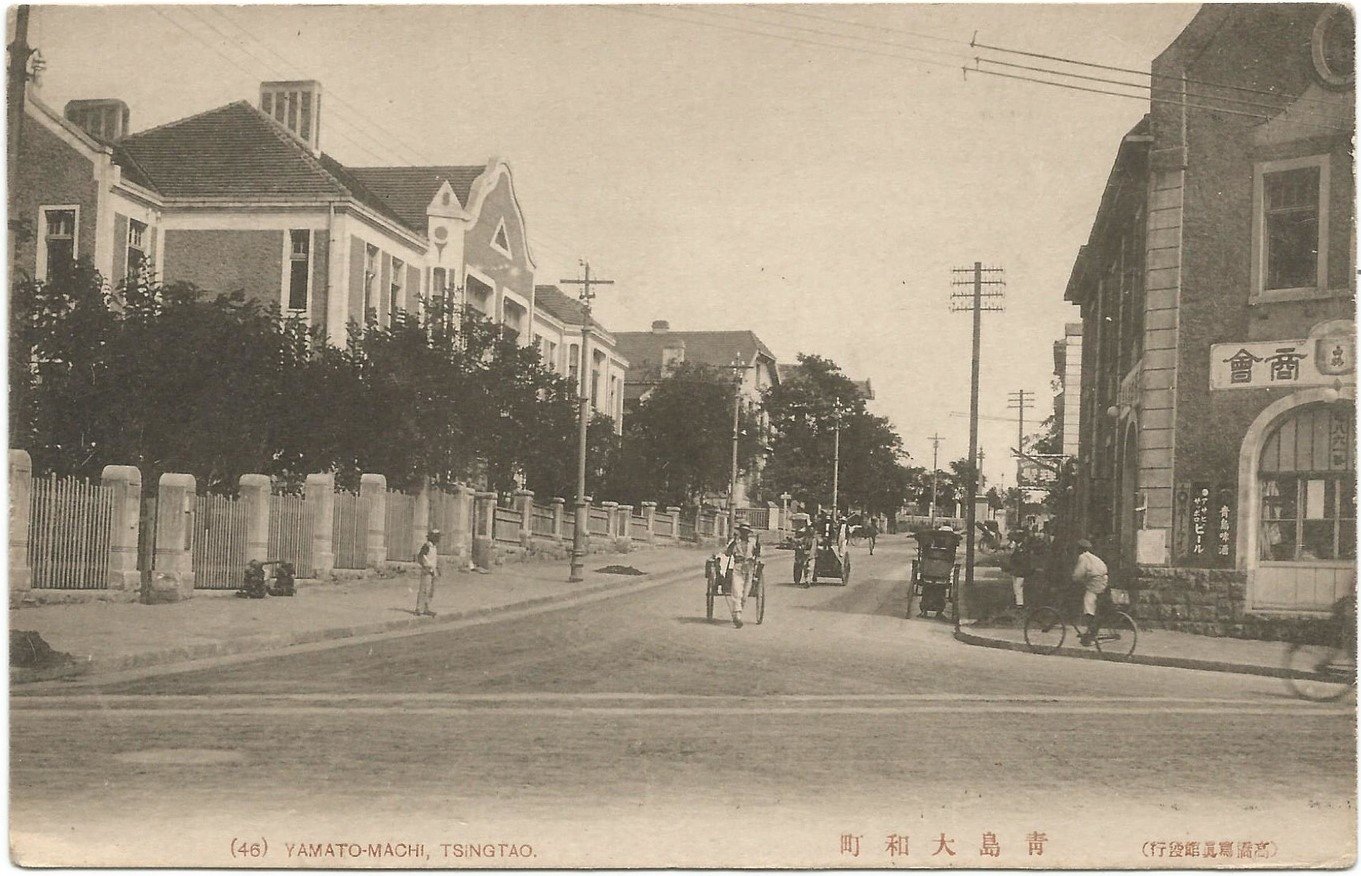
第一次日占时期的包头路，左侧为今包头路31号

包头路31号近代建筑在德占时期的1913年地籍图中即已出现，可能建于1900年代末至1910年代初。1923年2月20日，德籍天主教神父贾鹤严（一作贾鹤岩）从杨公庶（可能为杨度之子杨公庶）处购得此处房产，归教会所有，并在此居住。1945年12月，天主教青岛代牧区（1946年升格为青岛教区）从沂州府代牧区（1937年自青岛代牧区分出，1946年升格为沂州教区，即临沂教区）租下该地产，含主楼及两处平房，并建立分堂，即绥远路天主堂。1948年将楼后一处平房改修为教堂。1951年1月25日合并于济阳路天主堂。1958年此处房产纳入国家经租，后为民宅。1982年归还山东省天主教教务委员会，2006年交予临沂教区管理。2006年5月20日，该建筑列入第二批青岛市历史优秀建筑。第三次全国文物普查期间，该建筑被列入青岛市第三次全国文物普查新发现不可移动文物。该建筑现已列入市北区未定级不可移动文物名单。

## 建筑特色
包头路31号建筑面积1199平方米，楼高2层，有阁楼，砖木结构。花岗岩蘑菇石砌基，浅色水刷墙，红瓦坡屋顶，开有波浪形老虎窗。